# Francesco Kyung-surk Kim
Kyung-surk Kim es un diplomático surcoreano.
Kyung-surk Kim está casado y tiene dos hijas.
En 1972 graduó en Lengua y Literatura Italiana, Ciencias Políticas y Diplomacia en la Universidad de Hankuk de Estudios Extranjeros en Seúl.
En 1977 obtuvo una maestría en Administración pública en la Universidad Nacional de Seúl
En 1991 obtuvo un diploma de Postgrado en Derecho y Economía de las Comunidades Europeas en la Universidad de Roma La Sapienza.
En 2012 obtuvo un doctorado en Economía de la Universidad Católica del Sagrado Corazón, Milán.
En 1984, se ha embarcado en una carrera diplomática la celebración de los siguientes títulos: 1984 : Oficial del Ministerio de Asuntos Exteriores.
De 1984 a 1994 fue primer Secretario de la Embajada en Roma.
De 1994 a 1996 fue director de las Misiones Extranjeras en la Oficina del Jefe de Protocolo del Ministerio de Asuntos Exteriores.
De 1996 a 2001 fue Consejero de Embajada en Roma.
De 2001 a 2003 fue Subdirector General de Asuntos Culturales del Ministerio de Asuntos Exteriores De 2003 a 2004 fue Oficial Superior de Investigación Departamento de Estudios y africanos europeas en el Instituto Diplomático de la Ministerio de Asuntos Exteriores.
De 2004 a 2005 fue Ministro de la Embajada en Roma.
De 2005 a 2008 fue embajador enQuito.
De 2012 a 2013 fue Compañero De Investigaciónen la Universidad Católica del Sagrado Corazón en Milano. 
Habla coreano, italiano, Inglés y español.
El 16 de diciembre de 2013 a las 10:30 horas Francisco (papa) le recibió para la presentación de las cartas credenciales como embajador de Corea ante la Santa Sede.